# Op. cit.
Op. cit., dz. cyt. (łac. opus citatum = „dzieło cytowane” lub opere citato = „z cytowanego dzieła”) – skrót używany w przypisach lub cytatach dla odesłania czytelnika do wcześniej cytowanej pozycji.
Chcąc odnaleźć źródło oznaczone jako op. cit., należy prześledzić wcześniejsze przypisy w bibliografii i odszukać odpowiedniego autora. Tam właśnie powinny znajdować się dane cytowanej pozycji.
Przykład 1:
1. C. Ciamciara, Łacina dla początkujących, Wydawnictwo Kapusta i S-ka, Kozia Wólka 1997, s. 23.
2. C. Kowalski, Łacina klasyczna i średniowieczna, Oficyna Wilk i S-ka, Pazury 1988, s. 142.
3. Ibid., s. 143.
4. C. Ciamciara, op. cit., s. 97.

Odwołanie nr 4 odsyła do tej samej książki, co odwołanie nr 1.
Dla wskazania ostatnio cytowanej pozycji używane jest słowo idem (skrót id.) lub ibidem (skrót ibid.). Odwołanie nr 3 odsyła do poprzedniej książki, czyli nr 2.
W przypadku występowania w przypisach kilku pozycji tego samego autora, przed skrótem op. cit. należy wskazać najkrótszy możliwy początek tytułu, pozwalający na jednoznaczną identyfikację dzieła.
Przykład 2:
1. C. Ciamciara, Łacina dla początkujących, Wydawnictwo Kapusta i S-ka, Kozia Wólka 1997, s. 23.
2. C. Ciamciara, Greka na co dzień, Wydawnictwo Sałata i S-ka, Zblutów 1998, s. 50.
3. C. Ciamciara, Greka dla początkujących, Wydawnictwo Marchew i S-ka, Londyn 2003, s. 562.
4. C. Kowalski, Łacina klasyczna i średniowieczna, Oficyna Wilk i S-ka, Pazury 1988, s. 142.
5. Ibid., s. 143.
6. C. Ciamciara, Łacina…, op. cit., s. 97.
7. C. Ciamciara, Greka dla…, op. cit., s. 86.